# Región de Bagoué
Bagoué es una de las 31 regiones de Costa de Marfil. En mayo de 2014 tenía una población censada de 375 687 habitantes. Está formada por los siguientes departamentos, que se muestran igualmente con población de mayo de 2014:
- Boundiali 127,684
- Kouto 129,598
- Tengréla 118,405[1]